# Walkhampton
Walkhampton är en by och en civil parish i West Devon i Devon i England. Orten har 803 invånare (2011). Byn nämndes i Domedagsboken (Domesday Book) år 1086, och kallades då Wachetone/Wachetona.